# Les Singularitez de la France antarctique
 (avril 2012).
Si vous disposez d'ouvrages ou d'articles de référence ou si vous connaissez des sites web de qualité traitant du thème abordé ici, merci de compléter l'article en donnant les références utiles à sa vérifiabilité et en les liant à la section « Notes et références ».

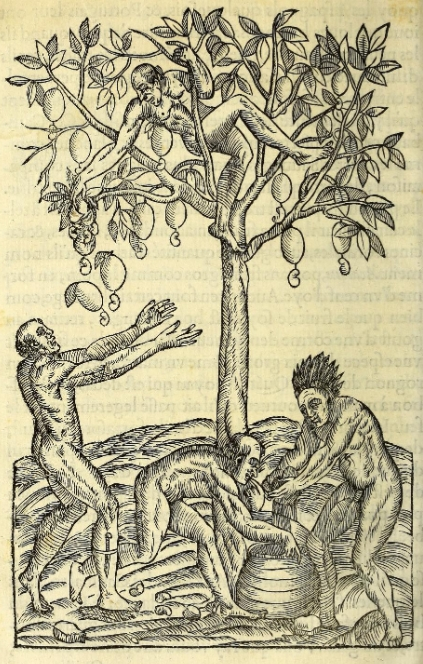
Première illustration d'un anacardier (André Thévet, 1558).

Les Singularités de la France antarctique, autrement nommee Amerique, & de plusieurs terres et isles decouvertes de nostre temps est une œuvre de l’écrivain-géographe André Thévet publiée à Paris par Maurice de La porte en 1557 et réimprimée à Anvers par Christophe Plantin en 1558. C’est un des récits fondateurs de l’ethnographie américaine et « une œuvre phare de la littérature de voyage au XVIe siècle », d’après Frank Lestringant qui en a présenté et annoté une réédition en 1997.
André Thevet nous fournit un témoignage essentiel sur des pays et des peuples qu’il a vus durant son voyage au Nouveau Monde, complété par les informations savantes tirées des auteurs de l’Antiquité gréco-latine ou des explorateurs et historiens de son siècle. Pour lui l’expérience prime toujours sur l’autorité. Il prend ainsi un malin plaisir à corriger les opinions des Anciens qui spéculaient sur le monde dans le confinement de leur cabinet, comme quand ceux-ci affirmaient que les zones glaciales et torrides de la terre étaient inhabitées (chapitre 19).
Il nous fournit une riche documentation de première main sur les Tupinamba, un peuple de la côte brésilienne. Le « regard éloigné » qu’il s’efforce de porter sur les « sauvages » a retenu l’attention des anthropologues du XXe siècle, comme Alfred Métraux, Pierre Clastres, ou Claude Lévi-Strauss. Il décrit leurs manières de se maquiller, de se nourrir, de faire la guerre. Il s’intéresse aussi à leurs croyances, leurs mythes. Au fil du récit, il donne des descriptions précises des plantes utilisées par les Indiens (les patates douces, le pétun, le manioc, l’ananas) ou des indications sur la faune, à une époque où les seules descriptions existantes étaient celles de l'historien espagnol Fernandez de Oviedo.
Claude Levi-Strauss a qualifié ce  texte de « capital pour […] la connaissance des tribus perdues du littoral sud-américain. »

## Résumé de l’ouvrage
Le récit du voyage ne fournit qu’un mince fil conducteur à André Thevet qui cherche surtout à donner des informations générales, à prendre le point de vue du « cosmographe » c’est-à-dire du géographe regardant de haut son objet. 
Le voyage commence au Havre où se fait l’embarquement avec Sieur de Villegagnon (chapitre 1). Il se poursuit le long des côtes de l’Afrique où Thevet donne quelques rites musulmans observés en Mauritanie et Barbarie (chap. 4). Aux Canaries, il note que « depuis quelque temps ils y ont planté force cannes, qui produisent sucre en grande quantité, et bon à merveilles… De blés, il y en a en quantité en ces îles, aussi de très bons vins » (chap 5). À Madère, il observe le sang-dragon tiré d’un arbre et fait l’éloge du vin de Madère. Les informations générales sur l’Afrique sont très approximatives sinon erronées. Elles viennent de Alvise Ca’ da Mosto, un navigateur vénitien au service de la couronne portugaise, qui fut le premier Européen à atteindre les îles du Cap-Vert. Thevet confond les fleuves, Sénégal et Niger et leur attribue la même source qu’au Nil (chap. 10). Aux îles du Cap-Vert, il nous décrit la ponte des tortues de mer dans le sable du littoral (chap 14).  Il arrive finalement sous la ligne équinoxiale (l’équateur), et en profite pour réfuter les Anciens comme le titre du chapitre 19 le dit « Que non seulement tout ce qui est sous la ligne est habitable, mais aussi tout le monde est habité, contre l’opinion des anciens ».

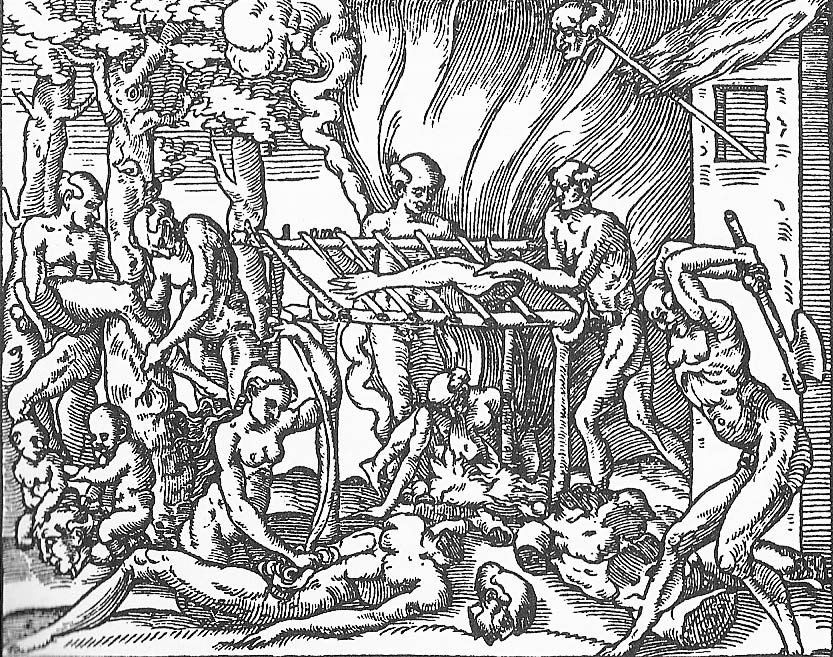
Équarrissage de la victime Scène d'anthropophagie rituelle (Singularités)

Le cœur du témoignage se situe entre les chapitres 24 et 64 qui se passent entre l’accostage dans la baie de Rio de Janeiro au Brésil, en France antarctique, le 10 novembre 1555 et le départ fin janvier de l’année suivante.
Le premier contact avec les sauvages « sans foi ni loi » se passe bien puisque les Français sont bien accueillis et invités à festoyer. Bien sûr, « nos Amériques vivent tout nus ainsi qu’ils sortent du ventre de leur mère » mais « ils sont fort prompt à faire plaisir ,… : charitable jusques à conduire un étranger cinquante ou soixante lieues dans le pays » (chap. 29). Leurs croyances religieuses sont rapportées par l’intermédiaire d’un truchement (interprète) français qui était demeuré dix ans parmi eux. « nos sauvages font mention d’un grand Seigneur (et le nomment en leur langue Toupan), lequel,disent-ils, étant là-haut fait pleuvoir et tonner, mais ils n’ont aucune manière de prier ni honorer » (chap 28). Au chapitre 31, Thevet s’élève avec force contre les croyances du folklore européen qui « pour décrire un homme sauvage,… lui attribuent abondance de poils depuis le pied jusques en tête ; ce qui est totalement faux … Quant à moi, je le sais et l’affirme assurément, pour l’avoir ainsi vu. ». Sont passés en revue au chapitre 34 leurs peintures corporelles puis, dans les chapitres suivants, leur interprétation des songes, leur utilisation du poison ahouai, leur croyance en une âme immortelle. 
Viennent ensuite des chapitres qui firent et font toujours sensation sur la guerre et l’anthropophagie rituelle(chap. 38 à 41). « La plus grande vengeance dont les sauvages usent, et qui leur semble la plus cruelle et indigne, est de manger leur ennemi ». Thevet fournit une description neutre et détachée du rituel, sans indignation morale. « Ce corps, ainsi mis en pièces et cuit à leur mode, sera distribué à tous, quelque nombre qu’il y ait, à chacun son morceau. » Le texte est illustré de deux gravures explicites montrant de « massacre du prisonnier » et l’ « équarrissage de la victime ». 
Les chapitres 42 à 46 traitent ensuite de mœurs plus paisibles des Tupinamba : le mariage, les funérailles, « de la charité qu’ils usent avec les étrangers », de leurs maladies et médecines.
Suivent une série de chapitres sur la faune et la flore : le toucan (chap. 47), les aras (chap. 48), coatis, tapirs et agoutis (chap. 49), paresseux (chap. 52), les singes (chap. 54) et deux chapitres sur les arbres (chap. 50-51). 
Après un détour par le Rio de la Plata (chap. 55) et le détroit de Magellan (chap. 56), Thevet retourne aux plantes cultivées par les Indiens (manioc, patate douce chap. 58) et traite du bois brésil, objet de commerce avec les Européens. « Quand les chrétiens, soient Français ou Espagnols, vont par-delà pour changer du brésil, les sauvages du pays le coupent et dépècent eux-mêmes, et aucunes fois le portent de trois ou quatre lieues jusques aux navires ». Le chapitre 60 est celui du retour et clos le témoignage direct le plus intéressant de l’œuvre. Pour saisir les alizés, le navire remonte vers le golfe du Mexique.
Dans les chapitres 62-63, Thevet reprend le portraits des Amazones, que le conquistador Francisco de Orellana avait dit voir lorsqu’il descendit le fleuve Aurelane qu’il baptisa Amazone. Le mythe antique des femmes guerrières et castratrices se trouve confirmé par les dires d’Orellana.
Dans une série de chapitres un peu embrouillés, il nous parle du Pérou qui pour lui s’étend du Chili au Venezuela, des îles de Pérou (les Antilles chap. 70-71), de la Nouvelle-Espagne (chap. 73), de la Floride et du bison d’Amérique (chap. 74). Les derniers chapitres portent sur la terre de Canada d’après des informations assez précises réunies par Jacques Cartier.

### Sources et bibliographie
- André Thévet, Les singularitez de la France antarctique, rééd. 1878 avec notes et commentaires de Paul Gaffarel, Paris